# Präsidentschaftswahl in Venezuela 2018
Die Präsidentschaftswahl in Venezuela 2018 fand am 20. Mai statt.

## Hintergrund

### Wirtschaftskrise
Seit 2013 herrscht in Venezuela eine schwere Wirtschaftskrise, die sich durch Hyperinflation und Versorgungsengpässe auszeichnet.

### Politische Entwicklungen
Nicolás Maduro ist seit der Präsidentschaftswahl 2013 nach dem Tod von Hugo Chávez amtierender Präsident Venezuelas.

## Ergebnis
- Wahllokale: 98,99 % 33.801 / 34.143

| Kandidaten                               | Kandidaten            | Stimmen    | %    | Listen                                | Stimmen   | %    |
| ---------------------------------------- | --------------------- | ---------- | ---- | ------------------------------------- | --------- | ---- |
|                                          | Nicolás Madurogewählt | 6.248.864  | 67,9 | Partido Socialista Unido de Venezuela | 5.280.644 | 57,3 |
| Movimiento Somos Venezuela               | Nicolás Madurogewählt | 6.248.864  | 67,9 | 374.984                               | 4,1       |      |
| Partido Comunista de Venezuela           | Nicolás Madurogewählt | 6.248.864  | 67,9 | 171.083                               | 1,9       |      |
| Movimiento Tupamaro de Venezuela         | Nicolás Madurogewählt | 6.248.864  | 67,9 | 98.689                                | 1,1       |      |
| Patria Para Todos                        | Nicolás Madurogewählt | 6.248.864  | 67,9 | 91.581                                | 1,0       |      |
| Movimiento Electoral del Pueblo          | Nicolás Madurogewählt | 6.248.864  | 67,9 | 61.431                                | 0,7       |      |
| Alianza para el Cambio                   | Nicolás Madurogewählt | 6.248.864  | 67,9 | 51.211                                | 0,6       |      |
| Por la Democracia Social                 | Nicolás Madurogewählt | 6.248.864  | 67,9 | 47.057                                | 0,5       |      |
| Organización Renovadora Auténtica        | Nicolás Madurogewählt | 6.248.864  | 67,9 | 37.861                                | 0,4       |      |
| Unidad Popular Venezolana                | Nicolás Madurogewählt | 6.248.864  | 67,9 | 34.316                                | 0,4       |      |
| Keine Partei («Varias tarjetas válidas») | Nicolás Madurogewählt | 6.248.864  | 67,9 | 7                                     | 0,0       |      |
|                                          | Henri Falcón          | 1.927.958  | 20,9 | COPEI                                 | 898.020   | 9,8  |
| Avanzada Progresista                     | Henri Falcón          | 1.927.958  | 20,9 | 588.827                               | 6,4       |      |
| Movimiento al Socialismo                 | Henri Falcón          | 1.927.958  | 20,9 | 383.030                               | 4,2       |      |
| Movimiento Ecológico de Venezuela        | Henri Falcón          | 1.927.958  | 20,9 | 58.081                                | 0,6       |      |
|                                          | Javier Bertucci       | –          | –    | El Cambio                             | –         | –    |
|                                          | Reinaldo Quijada      | –          | –    | Unidad Política Popular 89            | –         | –    |
| Gesamt                                   | Gesamt                | 9.209.777  | 100  |                                       | 9.209.777 | 100  |
|                                          |                       |            |      |                                       |           |      |
| Ungültige Stimmen                        | Ungültige Stimmen     | 179.279    | 1,9  |                                       |           |      |
| Wähler                                   | Wähler                | 9.389.056  | 45,7 |                                       |           |      |
| Wahlberechtigte                          | Wahlberechtigte       | 20.526.978 |      |                                       |           |      |
|                                          |                       |            |      |                                       |           |      |
| Quelle: Consejo Nacional Electoral       |                       |            |      |                                       |           |      |

Kandidaten Bertucci und Quijada: kein offizielles Ergebnis
- Wahllokale: 98,78 %:[1][2]

- Maduro: 6.190.612 Stimmen;
- Falcón: 1.917.036 Stimmen;
- Bertucci: 988.761 Stimmen;
- Quijada: 36.246 Stimmen.
- Gesamt: 9.132.655 Stimmen.

- Summe nach Bundesländern:

- Maduro: 6.248.778 Stimmen (d. h. −86);
- Falcón: 1.927.931 Stimmen (d. h. −27);
- Bertucci: 996.636 Stimmen;
- Quijada: 36.432 Stimmen.
- Gesamt: 9.209.777 Stimmen (d. h. ±0).

## Reaktionen
Die Lima-Gruppe äußerte sich in einer gemeinsamen Erklärung: „Wir erkennen die Wahl nicht an, weil sie nicht den internationalen Standards einer demokratischen, freien, fairen und transparenten Abstimmung entspricht.“ Auch Bundesaußenminister Heiko Maas kritisierte „Das waren nicht die freien, fairen und transparenten Wahlen, die das venezolanische Volk verdient hat.“ Die USA verhängten als Reaktion weitere Sanktionen. Unterstützend äußerten sich dagegen die Staatschefs Boliviens und Nicaraguas.